# Kelly Gough
Kelly Gough és una actriu irlandesa, coneguda pel seu paper de Kate Kelly a la sèrie de RTÉ Raw. Del 2019 al 2020, va aparéixer al drama de metges de la BBC Casualty com a Violette Spark.

## Biografia
El seu primer paper d'actuació professional va ser amb la producció del Teatre Yew Tree de Falling out of Love, escrita per John Breen i dirigida per Mikel Murfi. Posteriorment ha aparegut en produccions com Big Love per a l'Abbey Theatre, The Playboy of the Western World per a Druid Theatre Company, All in the Timing per a Inis Theatre i Extremities per a Spark to a Flame. El treball teatral posterior inclou Lady Macbeth a Macbeth dirigida per David Horan, Elizabeth a Don Carlos dirigida per Gadi Roll i Blanche a A Streetcar named Desire dirigida per Chelsea Walker, actuació que The Times va destacar.
Els crèdits televisius de Gough inclouen la temporada 3 de Marcella per a ITV i Netflix, Shadow and Bone, Strike Back, Call the Midwife, Broadchurch, The Fall, Vera, la sèrie irlandesa Scúp (per la qual va ser nominada al Premi Actor de l'Any als premis Oireachtas dels mitjans de comunicació en irlandés), The Clinic, This is Nightlive i Raw. També ha aparegut en els llargmetratges Kill Command i Out of Innocence. Els crèdits en curtmetratge inclouen Cry Rosa i Taking Stock, pels quals va ser nominada com a millor actor en un paper femení al Richard Harris International Film Festival. Del 2019 al 2020, va aparéixer a la sèrie de drama mèdic de la BBC Casualty com a Violette Spark, la germana del personatge establert Ruby Spark (Maddy Hill). També el 2020, Gough va interpretar Stacey a la tercera sèrie de la sèrie de detectius nordic noir Marcella.
És la germana petita de l'actriu Denise Gough i té una germana bessona idèntica anomenada Ciara.